# Rage Against the Machine
Rage Against the Machine (часто сокращается до аббревиатуры RATM или до одного слова Rage) — американская рок-группа из Лос-Анджелеса, штат Калифорния. Образованная в 1991 году, группа состоит из вокалиста Зака де ла Рочи, басиста и бэк-вокалиста Тима Коммерфорда, гитариста Тома Морелло и барабанщика Брэда Уилка. 
Их песни выражают революционные политические взгляды. 
По состоянию на 2010 год они продали более 16 миллионов пластинок по всему миру. Группа была включена в Зал славы рок-н-ролла в 2023 году, была номинирована в 2017, 2018, 2019 и 2021 годах.
Rage Against the Machine выпустили свой одноимённый дебютный альбом в 1992 году с коммерческим и критическим успехом, что привело к участию в фестивале Lollapalooza 1993 года; в 2003 году альбом занял 368-е место в списке «500 величайших альбомов всех времён» по версии журнала «Rolling Stone». Следующие два альбома группы, Evil Empire (1996 г.) и The Battle of Los Angeles (1999 г.), также были успешными; оба альбома возглавили чарт Billboard 200.
Во время своего первоначального девятилетнего существования Rage Against the Machine стали популярной и влиятельной группой и оказали большое влияние на жанр ню-метал, который приобрёл известность во второй половине 1990-х годов. Они также заняли 33-е место в списке «100 величайших исполнителей хард-рока» по версии VH1.
В 2000 году Rage Against the Machine выпустили альбом кавер-версий Renegades и распались после того, как растущие творческие разногласия привели к уходу Де ла Рочи, который начал малоизвестную сольную карьеру, в то время как остальные участники группы сформировали супергруппу «Audioslave» с Крисом Корнеллом, бывшим фронтменом «Soundgarden»; Audioslave записали три альбома, прежде чем распасться в 2007 году. В том же году Rage Against the Machine объявили о воссоединении и впервые за семь лет выступили вместе на фестивале музыки и искусств в долине Коачелла в апреле 2007 года. В течение следующих четырёх лет, за вычетом творческого отпуска в 2009 году, группа продолжала выступать на других концертных площадках и фестивалях по всему миру, прежде чем снова уйти в отпуск в 2011 году. В 2016 году Морелло, Коммерфорд и Уилк создали новую группу «Prophets of Rage», с B-Real, Chuck D и DJ Lord; эта группа выпустила один миньон и один полноформатный студийный альбом и распалась в 2019 году.
После восьмилетнего перерыва Rage Against the Machine объявили в ноябре 2019 года, что они воссоединяются для мирового турне, которое первоначально планировалось начать в 2020 году, но в конечном итоге было перенесено на 2021 год и далее на 2022, из-за пандемии COVID-19. 4 января 2024 года стало известно, что коллектив окончательно распался.

## История

### Ранние годы (1991—1992)
В 1991 году, после распада бывшей группы гитариста Тома Морелло «Lock Up» (которая успела выпустить только дебютный альбом), бывший барабанщик «Lock Up» Джон Нокс позвал Тима Коммерфорда и Зака де ла Рочу поджемовать с Томом Морелло, поскольку он хотел создать новую группу. Вскоре Морелло связался с Брэдом Уилком, у которого ранее были неудачные прослушивания как для «Lock Up», так и для группы, которая позже стала «Pearl Jam». Этот состав назвал себя Rage Against the Machine, после песни, которую де ла Роча написал для своей бывшей андеграундной хардкор-панк-группы Inside Out (также будет названием неучтённого полноформатного альбома Inside Out). Кент Макклард, с которым были связаны Inside Out, придумал фразу «rage against the machine» (с англ. — «ярость против системы») в статье 1989 года в своём журнале «No Answers».
План дебютного альбома группы на мейджор-лейбле[прояснить], демо-кассета Rage Against the Machine, была записана на кассете с двенадцатью песнями, выпущенной самостоятельно, на обложке которой были вырезки из газет раздела «Фондовый рынок» с одной спичкой, приклеенной к карточке с инкрустацией. Не все 12 песен попали в финальный альбом — две в конечном итоге были включены в качестве би-сайдов, в то время как три другие так и не увидели официального релиза. Несколько звукозаписывающих лейблов проявили интерес, и в конце концов группа подписала контракт с Epic Records. Морелло сказал: «Epic согласилась на всё, что мы просили, и они выполнили это… Мы никогда не видели идеологического конфликта, пока сохраняли творческий контроль».

### Коммерческий успех (1992—2000)
Первый альбом «Rage Against the Machine» стал трижды платиновым, во многом благодаря успеху первого сингла «Killing In The Name». В 1993 году группа выступила на фестивале «Lollapalooza», где они вышли на сцену полностью обнажёнными с заклеенными ртами в знак протеста против цензуры в США.
Во время турне чуть ли не каждый второй их концерт является благотворительным — вырученные средства обычно идут или в фонд помощи освобождения Тибета, или на выкуп какого-нибудь невинно осуждённого политзаключённого. «Мы не можем спокойно смотреть на несправедливость, — говорит гитарист группы Том Морелло. — Наша команда против притеснений и ущемлений прав в любой форме».
Следующие два альбома Evil Empire (1996) и The Battle of Los Angeles (1999) заняли первые места в чартах «Billboard». В 2000 г. съёмки их клипа «Sleep Now In The Fire», проходившие на Уолл-Стрит привели к тому, что Нью-Йоркской фондовой бирже пришлось запереть двери из-за страха перед толпой фанатов.
Будучи группой, музыка которой имеет под собой рэп-основу, RATM ездили в турне в основном с такими корифеями хип-хопа, как House of Pain и Cypress Hill. Особенно примечательны сборные концерты-акции в защиту Леонарда Пелтиера (лидер американского индейского движения, осуждён и посажен в конце 70-х за то, что стрелял в агентов ФБР) и Мумии Абу-Джамала (чернокожий журналист и политический активист, находящийся в заключении за убийство офицера полиции). Постоянно осуждая в своих текстах существующий политический строй, Rage Against The Machine сами постоянно подвергались цензуре и разрушающей критике со стороны общественности. Однако и это не могло остановить революционеров. Во время турне в 1993-м году в Филадельфии участники команды вместо того, чтобы дать концерт, выразили молчаливый протест против цензуры на музыку. Все четверо поднялись на сцену абсолютно голыми, с заклеенными пластырем ртами, а на груди каждого была нацарапана одна буква, что в общем можно было прочитать как Р М R С (Parents Music Resource Center — компания, занимающаяся цензурированием музыки). В таком виде музыканты простояли на сцене 25 минут, не сыграв ни одной ноты, стояла полная тишина, если не считать гитарного «фидбэка», сопровождавшего акцию. Чтобы не разочаровывать своих фанов, несколькими днями позже RATM дали концерт в Филадельфии, вход на который был абсолютно бесплатным.

Они пытаются принять законопроект, устанавливающий цензуру против музыкальных групп, которые якобы оказывают негативное влияние на молодых людей, — говорит Том Морелло. — Но вот есть, скажем, президент Клинтон, который совсем недавно через день убивал десятки стариков и детей в Югославии. И есть Мэрилин Мэнсон, который одевается в страшный костюм и поет страшным голосом. Не нужно быть семи пядей во лбу, чтобы понять, кто из них подает худший пример молодежи.
Оригинальный текст (англ.)They're trying to enact censorship legislation against bands, which are allegedly a bad influence. But then you have President Clinton who, until very recently, was wasting a busload of elderly people and children in Yugoslavia every couple of days. Then you have Marilyn Manson who just dresses up in a scary outfit and sings in a scary voice. It doesn't take a rocket scientist to see which is the worse role model for young people.

The Battle of Los Angeles 1999 года показал, что четверо участников группы по-прежнему готовы бороться и лезть на баррикады. Последний альбом, как и все предыдущие, записан исключительно при помощи гитары, баса и барабанов, что, безусловно, придаёт музыке больше драйва и энергии. «Это наша самая мощная запись. Мы писались очень быстро и старались делать как можно меньше дублей, чтобы не потерять энергии, — рассказывает Том Морелло. — Возможно, появилось больше людей, которым нужно творчество Rage Against The Machine, а пока это кому-то нужно, борьба будет продолжаться и ярость будет противостоять системе».

### Распад, альбомRenegades(2000—2001)
26 января 2000 года во время съёмок клипа на песню «Sleep Now in the Fire» под руководством Майкла Мура произошла стычка, из-за которой двери Нью-Йоркской фондовой биржи были закрыты, а группу вывела охрана после того, как участники группы попытались проникнуть на биржу. По словам представителя заместителя комиссара по связям с общественностью, на съёмках присутствовало несколько сотен человек. У Мура было разрешение на съёмку на ступенях Национального мемориала Федерального зала, но не было разрешения на съёмку на тротуаре или на улице, а также разрешения на съёмку с использованием громкого шума или соответствующих разрешений на парковку. «Майкл, по сути, дал нам одно режиссёрское указание: «Что бы ни случилось, не прекращайте играть»», — вспоминает Том Морелло. Когда группа спустилась со сцены, полицейские задержали Мура и увели его. Мур крикнул группе: «Захватите Нью-Йоркскую фондовую биржу!» В интервью «Socialist Worker» Морелло сказал, что он и десятки других людей побежали на фондовую биржу. «Около двухсот человек прошли через первые двери, но наша атака была остановлена, когда рухнули титановые двери Биржи». Мур сказал: «На несколько минут Rage Against the Machine смогли остановить американский капитализм, и я уверен, что десятки тысяч обездоленных граждан приветствовали бы этот поступок». 
7 сентября 2000 года группа исполнила песню «Testify» на церемонии вручения наград MTV Video Music Awards 2000. После того как награда за лучшее рок-видео была вручено Limp Bizkit, Коммерфорд забрался на строительные леса. Он и его телохранитель были приговорены к ночёвке в тюрьме, а Де ла Роча, как сообщается, покинул церемонию награждения после этого трюка. Морелло вспоминал, что Коммерфорд рассказал о своём плане остальным участникам группы перед концертом и что Де ла Роча и Морелло отговорили его от этого сразу после того, как Bizkit получили награду.
18 октября 2000 года Де ла Роча объявил, что покидает группу. Он сказал: «Я чувствую, что сейчас необходимо покинуть Rage, потому что наш процесс принятия решений полностью провалился. Это больше не соответствует стремлениям всех нас четверых как группы, и, с моей точки зрения, это подорвало наш художественный и политический идеал. Морелло сказал: «Мы постоянно ссорились из-за всего, всего. Мы даже дрались из-за того, какого цвета должны быть наши футболки — лилового или камуфляжного! Это было смешно. Мы были явно политизированными, внутренне противоречивыми. Это было ужасно в течение долгого времени. Уход Де ла Роши был признан «самой дерьмовой вещью» 2000 года по результатам опроса читателей Kerrang! в том году. 
Следующий альбом группы, Renegades, представлял собой сборник каверов таких разных исполнителей и групп, как Devo, EPMD, Minor Threat, Cypress Hill, MC5, Afrika Bambaataa, The Rolling Stones, Eric B. & Rakim, Брюс Спрингстин, The Stooges и Боб Дилан. Через месяц он стал платиновым. В следующем году вышел ещё один концертный клип The Battle of Mexico City, а в 2003 году — концертный альбом Live at the Grand Olympic Auditorium, отредактированная запись последних концертов группы 12 и 13 сентября 2000 года в Grand Olympic Auditorium в Лос-Анджелесе. К нему прилагался расширенный выпуск DVD с записью последнего шоу, который включал ранее не издававшееся видео на песню «Bombtrack».
После терактов 11 сентября 2001 года в противоречивом меморандуме Clear Channel 2001 года содержался длинный список песен для радио, которые, по мнению авторов меморандума, были «сомнительными с точки зрения текста». В этом списке были все песни группы Rage Against the Machine.

### Последующие проекты (2002—2006)
После распада группы Морелло, Уилк и Коммерфорд решили остаться вместе и найти нового вокалиста. «Какое-то время ходили разговоры о том, что мы будем в группе Оззи Осборна и даже Мэйси Грея, — сказал Морелло. «Мы сообщили [Epic Records], что потеря нашего вокалиста на самом деле была скрытым благословением и что у нас были более масштабные амбиции, чем быть чьим-то наёмным музыкантом». Их друг, продюсер Рик Рубин, предложил им сыграть с Крисом Корнеллом из Soundgarden. Вместе с Корнеллом они создали Audioslave. Их первый сингл «Cochis» был выпущен в ноябре 2002 года, а за ним последовал одноимённый дебютный альбом, получивший в основном положительные отзывы. В отличие от Rage Against the Machine, большая часть музыки Audioslave была аполитичной, хотя в некоторых песнях затрагивались политические вопросы.
В 2003 году Морелло начал играть акустическую фолк-музыку на вечеринках с открытым микрофоном и в клубах под псевдонимом The Nightwatchman, который он придумал, чтобы выражать свои политические взгляды, играя аполитичную музыку с группой Audioslave. Он участвовал в туре Билли Брэгга «Tell Us the Truth» без каких-либо планов на запись, но записал песню для «Songs and Artists that Inspired Fahrenheit 9/11» под названием «No One Left». В апреле 2007 года он выпустил альбом «One Man Revolution», а 30 сентября 2008 года — «The Fabled City». Морелло и рэпер Бутс Райли сформировали рэп-рок-группу  Street Sweeper Social Club и выпустили одноимённый дебютный альбом в июне 2009 года.
Де ла Роча работал над альбомом с DJ Shadow, Company Flow, Roni Size и Questlove, но отказался от проекта в пользу сотрудничества с 
Трентом Резнором из Nine Inch Nails. Альбом так и не был выпущен. Песня «March of Death», написанная в соавторстве с Де ла Роча и диджеем Shadow, была бесплатно выложена в интернет в 2003 году в знак протеста против надвигающегося вторжения в Ирак. В саундтрек 2004 года «Песни и исполнители, вдохновившие на создание фильма «Фаренгейт 9/11» вошла одна из совместных работ с Резнором — «We Want It All».

### Prophets of Rage (2016—2019)
В мае 2016 года было объявлено, что Морелло, Уилк и Коммерфорд сформировали супергруппу Prophets of Rage с рэперами Chuck D из Public Enemy и B-Real из Cypress Hill. Группа гастролировала в 2016 году и исполняла песни Rage Against the Machine, Public Enemy и Cypress Hill. В том году Коммерфорд заявил, что Rage Against the Machine не распались. Морелло сказал: «Мы испытываем только величайшую любовь, почтение и уважение к Заку де ла Роче [...], который работает над своей собственной музыкой, которая, я уверен, будет фантастической — он сам по себе великий артист. Но где вы услышите Rage Against the Machine, так это в «Пророках ярости».  В мае 2018 года Уилк сказал, что Rage Against the Machine его бы порадовали, и что «нам просто нужно быть на одной волне». В ноябре 2019 года Chuck D и B-Real подтвердили, что Prophets of Rage распались.

## Рождественский чарт
В начале декабря 2009 года группа стала главным героем громкого скандала во время подведения итогов рождественских чартов композиций в Великобритании. Джон Мортер, специалист по логистике и большой поклонник Iron Maiden из графства Эссекс, зарегистрировал в социальной сети Facebook группу, участники которой могли бы выразить свой протест против засилья в рождественских чартах последних лет поп-героев из «X Factor», возмутившись тем фактом, что с 2005 года первое место завоевывали только финалисты этого шоу. Совместно со своей женой Трейси Мортер он провел акцию «Rage Against The Machine for Christmas No. 1». Её суть заключалась в том, чтобы объединить группу людей и совместно начать покупать композицию «Killing in the Name» 1992 года. Акция была направлена против финалиста шоу «X-Factor» 2009 года Джо Макэлдерри, который к тому времени уже выпустил свой сингл «The Climb», претендующий на первое место в чарте. Через несколько дней в группе «Rage Against The Machine for Christmas No. 1» насчитывалось уже более 900 тысяч участников. Более того, американский коллектив поддержал даже Пол Маккартни, а за юного Джо вступился лидер британских консерваторов Дэвид Кэмерон. 18 декабря было объявлено, что первое место останется за «The Climb», о чём якобы свидетельствовали данные о продажах сингла. До конца акции оставалось 20 часов, за которые произошёл большой всплеск активности пользователей Facebook. Не только участники созданной на Facebook группы, но и обычные фанаты рок-музыки, услышав о подведении итогов и о самом штурме, начали активно покупать запись «Killing in the Name». После подсчета данных, поздним вечером 19 декабря стало известно, что победа досталась Rage Against The Machine. Ветераны опередили новоиспеченную звезду британской поп-музыки Макэлдерри, продав на 50 тысяч копий своей песни больше. «Killing In The Name» финишировала с результатом 502 тысячи экземпляров за неделю, а «The Climb» разошёлся тиражом чуть более 450 тысяч.
Журналисты позвонили Джону Мортеру и сообщили ему о победе. «Черт возьми! Вот так да! О Боже, я поверить не могу! Неужели? Мы? Мы первые?» — воскликнул от неожиданности инициатор кампании «Rage Against the Machine for Christmas No. 1». При этом Мортер поспешил внести в историю ясность и заявил, что в общем-то ничего не имеет против «X Factor», его участников и Джо Макэлдерри. «Мы просто хотели привлечь внимание меломанов к тому, что в рождественском чарте уже который год нет никакого разнообразия. А вообще, я хочу поблагодарить всех, кто принял участие в нашей акции. Что касается Джо и его поклонников: ребята, не расстраивайтесь, ведь быть номером 2 в хит-параде тоже не так уж и плохо. В конце концов, впереди ещё целая неделя», — отметил Джон. Также рассказал, что ему уже позвонил продюсер и ведущий шоу X Factor Саймон Коуэлл, который поздравил своего конкурента и «был чрезвычайно мил». «Мы говорили о музыке, и было здорово, что он позвонил», — цитирует Мортера NME. Коуэлл рассказал в одном из своих интервью, что был чрезвычайно расстроен поражением Макэлдерра. «Несмотря на проигрыш Джо, на меня произвела очень большое впечатление та кампания, которую развернули поклонники RATM. Все было по-честному: никаких грязных трюков, никаких спонсоров», — поделился впечатлениями специалист по поп-музыке. Сами участники Rage Against The Machine обратились к своим почитателям со словами благодарности и пообещали дать в Великобритании бесплатный концерт в честь своей победы. «Эта победа — результат невероятных усилий всех поклонников настоящей музыки. И мы выражаем нашу искреннюю благодарность каждому борцу за свободу. Вы помогли превратить наш гимн неповиновения в настоящее анархическое рождественское чудо 2009 года», — заявил гитарист RATM Том Морелло.
Сами доходы от реализации «Killing in the Name» Rage Against the Machine направят на благотворительность — около 65 тысяч фунтов стерлингов будут перечислены на счет организации «Shelter», оказывающей поддержку бездомным.

## Состав
- Зак де ла Роча — вокал
- Том Морелло — гитара
- Тим Коммерфорд — бэк-вокал, бас-гитара
- Брэд Уилк — перкуссия, ударные

## Дискография
- Rage Against the Machine (1992 г.)
- Evil Empire (1996 г.)
- The Battle of Los Angeles (1999 г.)
- Renegades (2000 г.)

## Награды и номинации
Grammy Awards
| Год  | Номинируемая работа       | Категория                  | Результат |
| ---- | ------------------------- | -------------------------- | --------- |
| 1997 | «Tire Me»                 | Лучшее метал-исполнение    | Победа    |
| 1997 | «Bulls on Parade»         | Лучшее хард-рок исполнение | Номинация |
| 1998 | «People of the Sun»       | Лучшее хард-рок исполнение | Номинация |
| 1999 | «No Shelter»              | Лучшее метал-исполнение    | Номинация |
| 2001 | «Guerrilla Radio»         | Лучшее хард-рок исполнение | Победа    |
| 2001 | The Battle of Los Angeles | Лучший рок-альбом          | Номинация |
| 2002 | «Renegades of Funk»       | Лучшее хард-рок исполнение | Номинация |

MTV Video Music Awards
| Год  | Номинируемая работа     | Категория       | Результат |
| ---- | ----------------------- | --------------- | --------- |
| 1996 | «Bulls on Parade»       | Лучший рок-клип | Номинация |
| 1997 | «People of the Sun»     | Лучший рок-клип | Номинация |
| 2000 | «Sleep Now in the Fire» | Лучший рок-клип | Номинация |

NME Awards
| Год  | Номинируемая работа      | Категория  | Результат |
| ---- | ------------------------ | ---------- | --------- |
| 2010 | Rage Against the Machine | Герои года | Победа    |

Kerrang! Awards
| Год  | Номинируемая работа      | Категория | Результат |
| ---- | ------------------------ | --------- | --------- |
| 2008 | Rage Against the Machine | Зал славы | Победа    |

Classic Rock Roll of Honour Awards
| Год  | Номинируемая работа                   | Категория    | Результат |
| ---- | ------------------------------------- | ------------ | --------- |
| 2010 | Rage Against the Machine              | Группа года  | Номинация |
| 2010 | Christmas Number One and Free Concert | Событие года | Номинация |